# Simranjit Singh Mann
Simranjit Singh Mann Shiromani Akali Dal var ett politiskt parti i Indien lett av Simranjit Singh Mann. Partiet fick i valet till Lok Sabha 1999 0,1% av rösterna och 1 mandat. Se vidare Shiromani Akali Dal.